# Stauropathes
Stauropathes is een geslacht van neteldieren uit de familie Schizopathidae.

## Soorten
- Stauropathes arctica (Lütken, 1871)
- Stauropathes punctata (Roule, 1905)
- Stauropathes staurocrada Opresko, 2002